# Clephydroneura xanthopha
Clephydroneura xanthopha är en tvåvingeart som först beskrevs av Christian Rudolph Wilhelm Wiedemann 1819.  Clephydroneura xanthopha ingår i släktet Clephydroneura och familjen rovflugor. Inga underarter finns listade i Catalogue of Life.